# Arnioceras
Arnioceras es un género extinto de amonites grandes, evolutas y discoidales del Jurásico Inferior. El caparazón normalmente se enrolla para que todos los verticilos queden expuestos. Los lados tienen costillas fuertes y afiladas que son rectas hasta llegar al borde ventrolateral donde se mueven hacia adelante y se desvanecen. El borde (vientre) tiene quilla y no tiene ranuras.
Arnioceras, nombrado por Alpheus Hyatt, está incluido en la familia Arietitidae de Psiloceratoidea, una supefamilia ammonitida. Su distribución es bastante mundial, habiéndose encontrado en Europa, el sur de Asia y América del Norte y del Sur.